# Challenger 1

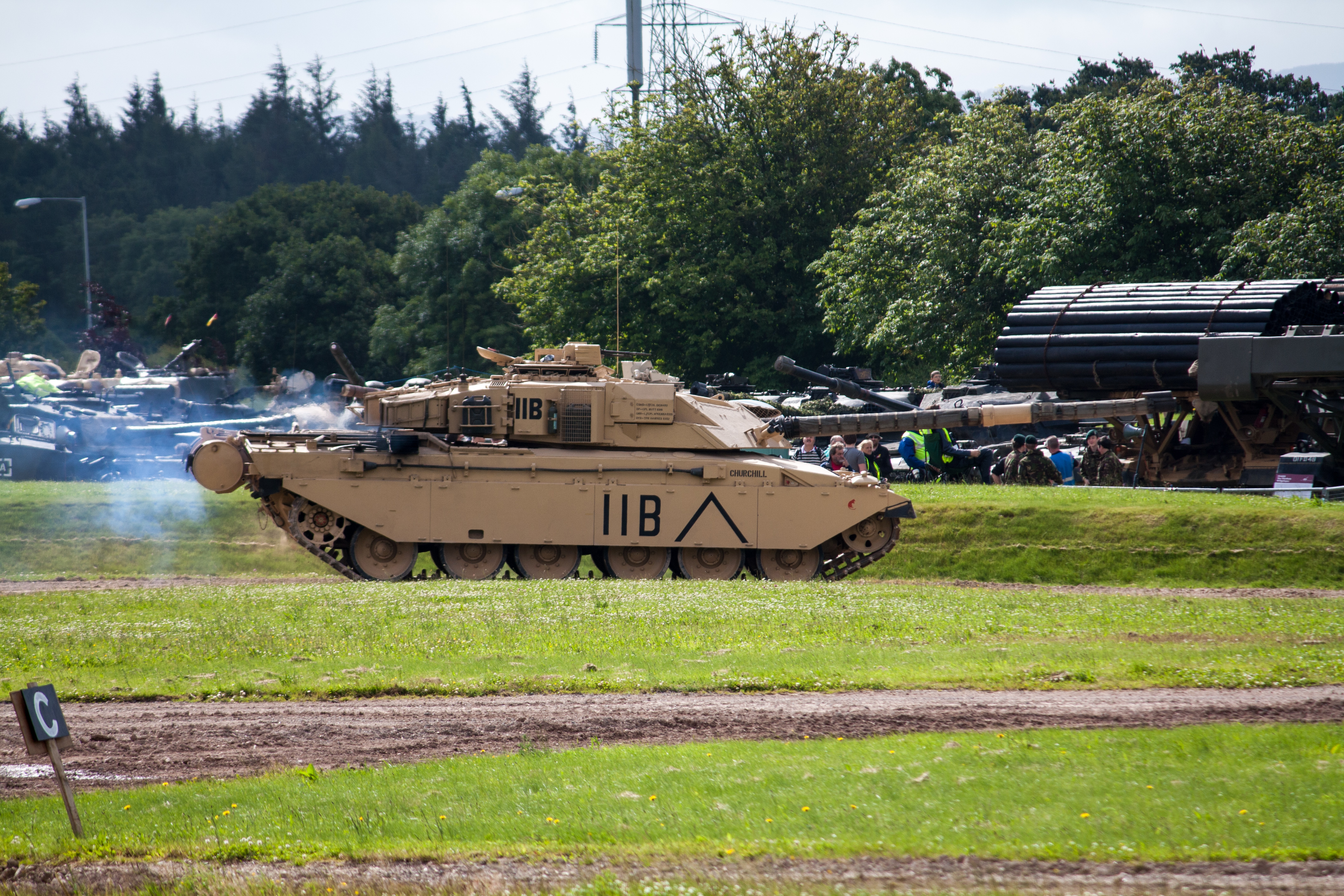
Challenger 1 z boku

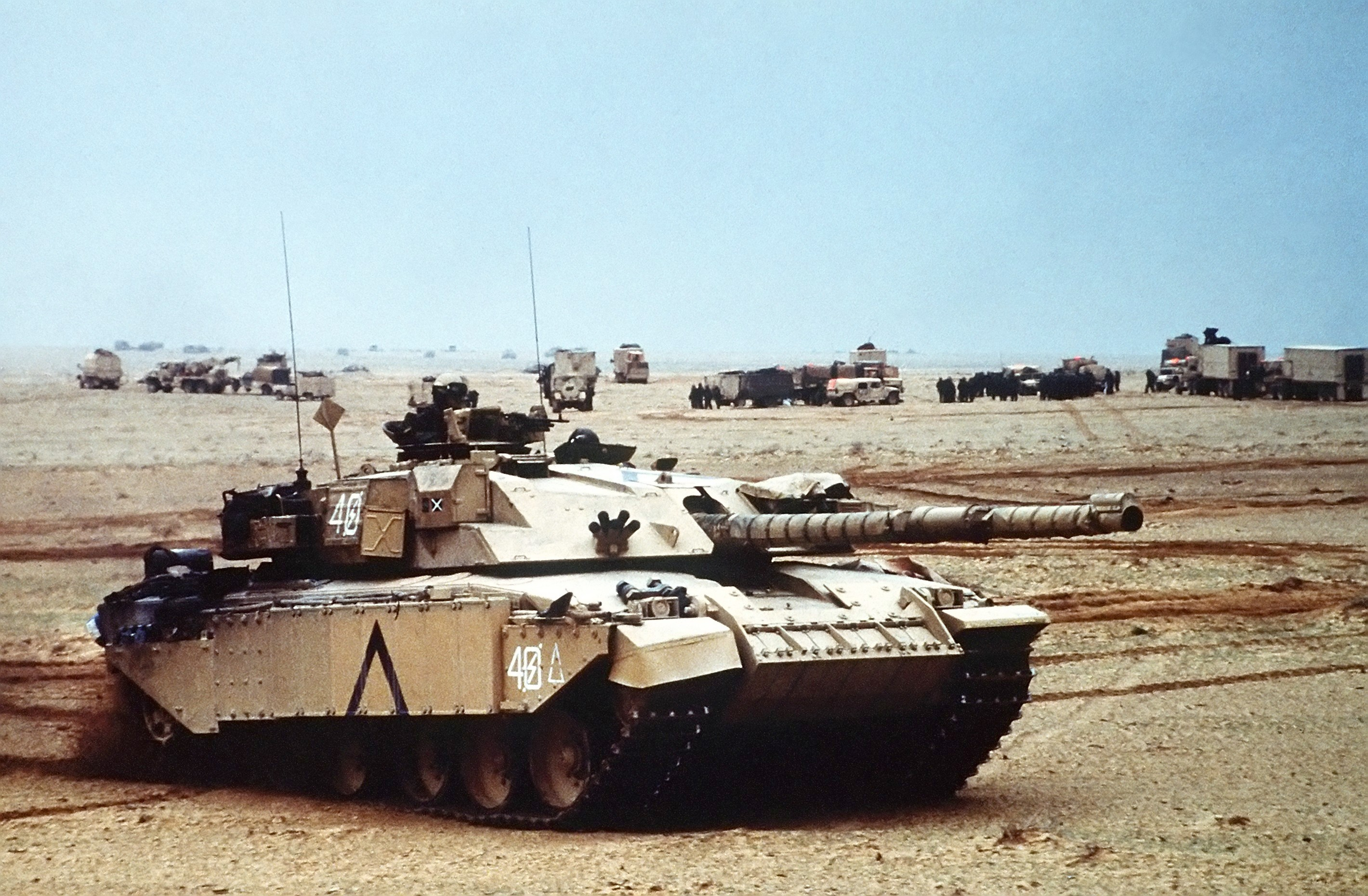
Challenger 1 Mk.3 z dodatkowym opancerzeniem podczas wojny nad Zatoką Perską

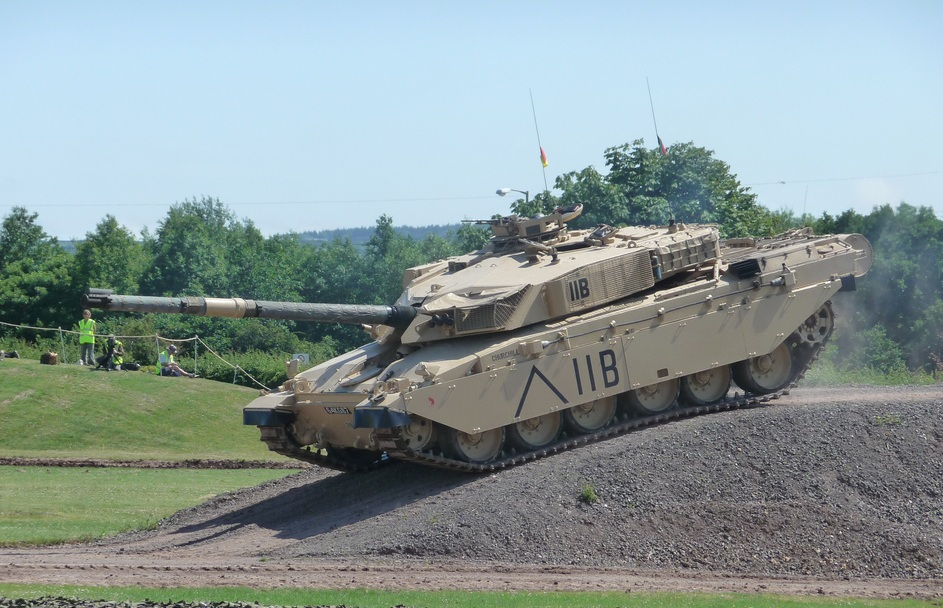
Challenger 1

Challenger 1 – brytyjski czołg podstawowy III generacji, używany przez brytyjskie siły zbrojne od lat 80. XX wieku do 2001 roku, a nadto przez siły zbrojne Jordanii.

## Historia i opis
W 1972 roku rozpoczęto prace niemiecko-brytyjskie nad czołgiem MBT-80, który miał stać się podstawowym czołgiem wojsk lądowych państw NATO. Firmy brytyjskie były odpowiedzialne za skonstruowanie wieży z armatą, niemieckie miały skonstruować podwozie i silnik. Postępy wspólnych prac były niewielkie i ostatecznie oba kraje postanowiły przerwać współpracę.
Po zakończeniu wspólnych prac, Brytyjczycy postanowili oprzeć konstrukcję nowego czołgu armii brytyjskiej na konstrukcji czołgu Shir-2 (FV4030/3). Był to prototypowy czołg oparty na konstrukcji czołgu Chieftain, opracowany na zlecenie armii Iranu. Produkcji seryjnej tego pojazdu nie podjęto, ponieważ po upadku szacha Rezy Pahlawiego kontrakt na dostawę 1225 tych czołgów w 1979 roku zerwano. Oparcie się na starszej konstrukcji umożliwiło szybsze rozpoczęcie produkcji nowego czołgu, ale jednocześnie spowodowało, że wiele zastosowanych w nim rozwiązań jest identycznych jak w czołgach II generacji. Zakładano przy tym, że nowy czołg będzie konstrukcją przejściową, nie zastępującą, ale uzupełniająca Chieftaina. Dla nowego czołgu o oznaczeniu FV4030/4 przewidziano nazwę Cheviot, ale ostatecznie w drodze konkursu wybrano nazwę Challenger, używaną już przez czołg Challenger z czasów II wojny światowej.
Największym postępem w stosunku do Chieftaina było zastosowanie nowoczesnego pancerza warstwowego typu Burlington (znanego również potocznie od nazwy miejscowości, w której znajduje się ośrodek badawczy, jako Chobham). Składa się on z kilkunastu warstw stali pancernej, płytek ceramicznych i płyt ze stopów lekkich. Jego odporność na przebicie pociskami pociskami kumulacyjnymi jest około 2,5 razy większa niż jednolitego pancerza stalowego. Skład i odporność pancerza Challengera 1 pozostaje jednak nadal tajemnicą; znany jest tylko jego układ. Pancerz zasadniczy kadłuba był spawany z walcowanej stali pancernej, a pancerz specjalny zamontowano tylko w jego przedniej górnej części. Ocenia się, że jego grubość sprowadzona wynosi 600–700 mm. Pancerz ten chroni od przodu także półki nadgąsienicowe ze zbiornikami paliwa, jednakże jest osłabiony w części centralnej, stanowiącej „tunel” przed stanowiskiem kierowcy. Słabszym elementem pozostała jednorodna dolna przednia płyta kadłuba, o grubości ok. 70–80 mm. Brak jest danych co do grubości burt, ocenia się je na 80 mm, ponadto ok. 10 mm zewnętrznych fartuchów stalowych. Wieża wykonana została metodą odlewania i stanowi rozwinięcie wieży Chieftaina, z mocno pochyloną przednią ścianą. Na wieżę zostały nałożone z przodu i boków integralne moduły pancerza specjalnego, zmieniające całkowicie jej wygląd na klinowaty, a całość pokryta została drugą warstwą przyspawanych płyt pancernych. Grubość sprowadzona osłony wieży szacowana jest na prawdopodobnie 700–800 mm z przodu i 200–300 mm z boku. Dodatkowo, w wersji Mk 3 zmodernizowanej podczas wojny w Zatoce Perskiej, wprowadzono cieńsze nakładane moduły pancerza specjalnego, chroniące burty kadłuba zamiast standardowych fartuchów, a na przednią dolną płytę kadłuba nałożono pancerz reaktywny ROMOR-A. Do momentu wprowadzenia do uzbrojenia czołgów M1A2 Abrams i Leopard 2A5 Challenger był najsilniej opancerzonym czołgiem NATO.
Czołg uzbrojono w armatę L11A5. Była to zmodernizowana wersja armaty montowanej w czołgach Chieftain. W odróżnieniu od innych współczesnych armat czołgowych jest to armata gwintowana. Uzbrojenie uzupełniają dwa karabiny maszynowe kalibru 7,62 mm (sprzężony z armatą oraz przeciwlotniczy).
Do napędu czołgu użyto silnika Condor o mocy 1200 KM. Podobnie jak armata został on przejęty z czołgu Chieftain. Silnik ten jest zbyt słaby, aby zapewnić odpowiedni współczynnik mocy jednostkowej, co skutkuje niską prędkością i manewrowością Challengera.

## Służba
Pierwsze oceny Challengera były bardzo krytyczne. Uznano, że ma on zbyt duże wymiary i masę, a manewrowość jest zbyt niska. Krytyka stała się szczególnie ostra po zawodach czołgowych Canadian Army Trophy w 1987 roku, w czasie których Challengery okazały się gorsze od czołgów M1, Leclerc i Leopardów 2. Za podstawowe przyczyny porażki uznano w Wielkiej Brytanii braki organizacyjne i w wyszkoleniu załóg, ale jasne było, że także pod względem konstrukcyjnym Challenger ustępuje konkurentom.
W tym czasie w Vickers Defence Systems były prowadzone prace nad czołgiem Challenger 2 będącym rozwinięciem Challengera 1, ale coraz więcej było głosów że następca Chieftaina powinien być wyłoniony w międzynarodowym konkursie. Wśród proponowanych konstrukcji znajdował się Abrams i Leclerc. Opracowano także prototypowy czołg Vickers Mk.7 oparty na podwoziu czołgu Leopard-2. Ostatecznie uznano, że przyjęcie do uzbrojenia konstrukcji zagranicznej spowoduje upadek brytyjskiego przemysłu czołgowego i rozmowy z zagranicznymi producentami czołgów przerwano.
W 1990 roku wybuchła wojna w Zatoce Perskiej. 2 sierpnia tego roku armia Iraku wtargnęła na terytorium Kuwejtu i po pokonaniu oporu armii kuwejckiej rozpoczęła jego okupację. Po nieudanych próbach pokojowego rozwiązania konfliktu rozpoczęto operację Pustynna burza, której celem było zapobieżenie atakowi na dalsze kraje Półwyspu Arabskiego (Pustynna tarcza), oraz wyzwolenie Kuwejtu.
24 lutego 1991 roku rozpoczęła się operacja Pustynny miecz, której celem było opanowanie terytorium Kuwejtu przez wojska sprzymierzone. Wśród jednostek zaangażowanych w tę operację była brytyjska 1 Dywizja Pancerna, na uzbrojeniu której znajdowało się około 180 czołgów Challenger 1. Nad ranem 25 lutego po 30-minutowym przygotowaniu artyleryjskim 1 DPanc uderzyła na oddziały irackiej 48 Dywizji Piechoty. Do 27 lutego brytyjska jednostka rozbiła iracką 48 Dywizję Piechoty oraz 52 Dywizję Pancerną. W trakcie działań bojowych Challengery zniszczyły blisko 300 irackich pojazdów pancernych. Nie utracono żadnego czołgu (gąsienica jednego Challengera została uszkodzona, lecz z nieznanych przyczyn).
Działania bojowe wykazały, że Challengery 1 dzięki skutecznemu opancerzeniu są odporne na ogień dział czołgowych i ppk. Bardzo skuteczne okazało się także uzbrojenie i system kierowania ogniem (udokumentowano przypadek trafienia i zniszczenia irackiego czołgu pociskiem wystrzelonym z odległości 5100 m).
Po rozpoczęciu w połowie 90. XX wieku dostaw czołgów Challenger 2 rozpoczęto wycofywanie czołgów Challenger 1 z uzbrojenia armii brytyjskiej. Ostatnie wycofano w 2001 roku. Wycofane z uzbrojenia egzemplarze znalazły się na uzbrojeniu armii Jordanii.